# 刈り技
刈り技（かりわざ）とは、柔道の投技の足技で、投げる時に、相手の足を刈って倒す技の事である。

## 概要
相手の足を刈って倒すときに使う足を刈り足といい、刈り足を使う技には、名前に大小の文字と外内の文字に刈（り）の文字を付けた名前が用いられる。
刈り足については、足払い系の技、払腰等に用いる、所謂、払い足（相手の足を払う自分の足・自分の払う足）や跳腰や内股等に用いる跳ね足（自分の跳ねる足）等も含む。
大小の文字は自分の足（刈り足）の事を意味しており、外内の文字は相手の足をの事を意味する。
手技では双手刈があり、こちらは、足（刈り足）ではなく、手（刈り手）で刈る。
また、後の先をはじめとする返し技や派生技も多く存在する。

## 刈り技一覧
大外刈
自分の足の外側で相手の足の外側を刈る。
大内刈
自分の足の外側で相手の足の内側を刈る。
小外刈
自分の足の内側で相手の足の外側を刈る。
小内刈
自分の足の内側で相手の足の内側を刈る。
双手刈
タックルの要領で、自分の両手で相手の両足を刈る。

## 派生技
大外落
大外刈同様、自分の足の外側で相手の足の外側を狙い、縦に踏み込んで引っ掛けて投げる。
大外車
大外刈同様、自分の足の外側で相手の足の外側を刈るが、大外刈は片足を刈り、大外車は両足を刈って、刈り足を支点にする。
大外巻込（大外巻込は、横捨身技。）
大外刈を掛けた後、倒れ込む事で相手を浴びせ倒す。
小外掛
小外刈同様、自分の足の内側で相手の足の外側を狙い、縦に踏み込んで引っ掛けて投げる。

## 返し技一覧
- 大外返
- 大内返（大半は、大内刈に対する小外掛。）
- 燕返（事実上の小外すかし、小外返し。）
- 小内返（小内返は、手技。）
- 俵返（俵返は、真捨身技。）